# Sotenkanalen

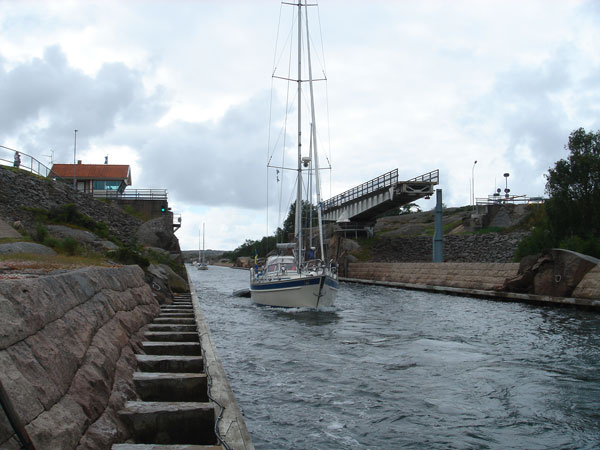
Sotekanal

Sotenkanalen (deutsch Sotenkanal) ist ein rund 4,8 km langer Kanal zwischen Smögen/Kungshamn und Hunnebostrand an der schwedischen Westküste.
Werden die eigens erbauten Zufahrten zum Kanal hinzugerechnet, erreicht dieser eine Gesamtlänge von etwa sechs Kilometern, ohne diese ist der Kanal 4,8 km lang. Erbaut wurde der Kanal zwischen 1931 und 1935. Gustav Adolf, Kronprinz von Schweden, übergab den Sotenkanal am 15. Juli 1935 seiner Bestimmung. Durch den Bau des Kanals wurde die westliche Flanke der Halbinsel Sotenäs zur Insel Söö.
Die Breite des Kanals beträgt 15 Meter, der maximal mögliche Tiefgang 4,5 Meter. Durch die Errichtung einer Drehbrücke über den Kanal gibt es keine Beschränkung der Durchfahrtshöhe.

## Gründe für den Bau
Im Wesentlichen gab es zwei Gründe für den Bau des Sotenkanals. Der erste Grund waren die häufig gefährlichen Strömungs- und Windverhältnisse im nördlichen Skagerrak. Diese schwer einzuschätzenden Verhältnisse führten zusammen mit den häufig nur knapp unter dem Wasserspiegel liegenden Granitfelsen der Schären zu vielen Schiffsunglücken. Der zweite Grund war die massiv ansteigende Arbeitslosigkeit in der für den Steinbau bekannten Region. Während des vierjährigen Kanalbaus wurden rund 200 vormals arbeitslose Steinarbeiter eingesetzt. Viele Bewohner der Provinz Bohuslän bezeichnen den Kanalbau noch heute als riesige Arbeitsbeschaffungsmaßnahme.

## Bedeutung des Kanals
Aufgrund der zunehmenden Größe wirtschaftlich genutzter Schiffe hat der Sotenkanal eine geringe Bedeutung, ebenso haben die Zielhäfen Smögen, Kungshamn und Hunnebostrand geringe wirtschaftliche Bedeutung.
Wichtig ist der Kanal jedoch für den schwedischen Tourismus. Er wird von Seglern als einer der Höhepunkte eines Skagerrak-Törns bezeichnet. Dies schlägt sich in der Anzahl der Schiffspassagen nieder. Passierten im Eröffnungsjahr nur etwa 10.000 Schiffe den Kanal, sind es nunmehr rund 60.000.
Der Bau des Kanals brachte zahlreiche archäologisch bedeutende Funde zu Tage. So wurden unter anderem mehrere rund 2000 Jahre alte Grabstätten, eine Flöte aus Tierknochen, ein Tongefäß und das versteinerte Skelett eines Riesenalks entdeckt.